# Roncocreagris beieri
Espèce
Roncocreagris beieri est une espèce de pseudoscorpions de la famille des Neobisiidae.

## Distribution
Cette espèce est endémique du Portugal,.

## Description
Le mâle holotype mesure 2 mm.

## Étymologie
Cette espèce est nommée en l'honneur de Max Beier.

## Publication originale
- Mahnert, 1976 : Zur Kenntnis der Gattungen Acanthocreagris und Roncocreagris (Arachnida, Pseudoscorpiones, Neobisiidae). Revue Suisse de Zoologie, vol. 83, no 1, p. 193-214 (texte intégral).